# Setabis fassli
Setabis fassli is een vlindersoort uit de familie van de prachtvlinders (Riodinidae), onderfamilie Riodininae.
Setabis fassli werd in 1920 beschreven door Seitz.